# شهرستان کیتاشیتارا، آیچی

شهرستان کیتاشیتارا، آیچی (به ژاپنی: 北設楽郡 Kitashitara-gun) بخشی واقع در شمال شرقی استان آیچی، ژاپن است.
تا آگوست ۲۰۱۰، این منطقه جمعیت حدود ۱۰۷۹۷ و تراکم جمعیت از ۱۹٫۵ نفر در هر کیلومتر مربع بود. مساحت کل آن ۵۵۲٫۲۷ کیلومتر مربع بود.